# Faliero (nome)
Faliero  è un nome proprio di persona italiano maschile.

## Varianti
- Maschili: Falerio[1], Falliero[1], Fallero[1]
- Femminili: Faliera[1], Faleria[1], Falliera[1], Fallera[1]

## Origine e diffusione

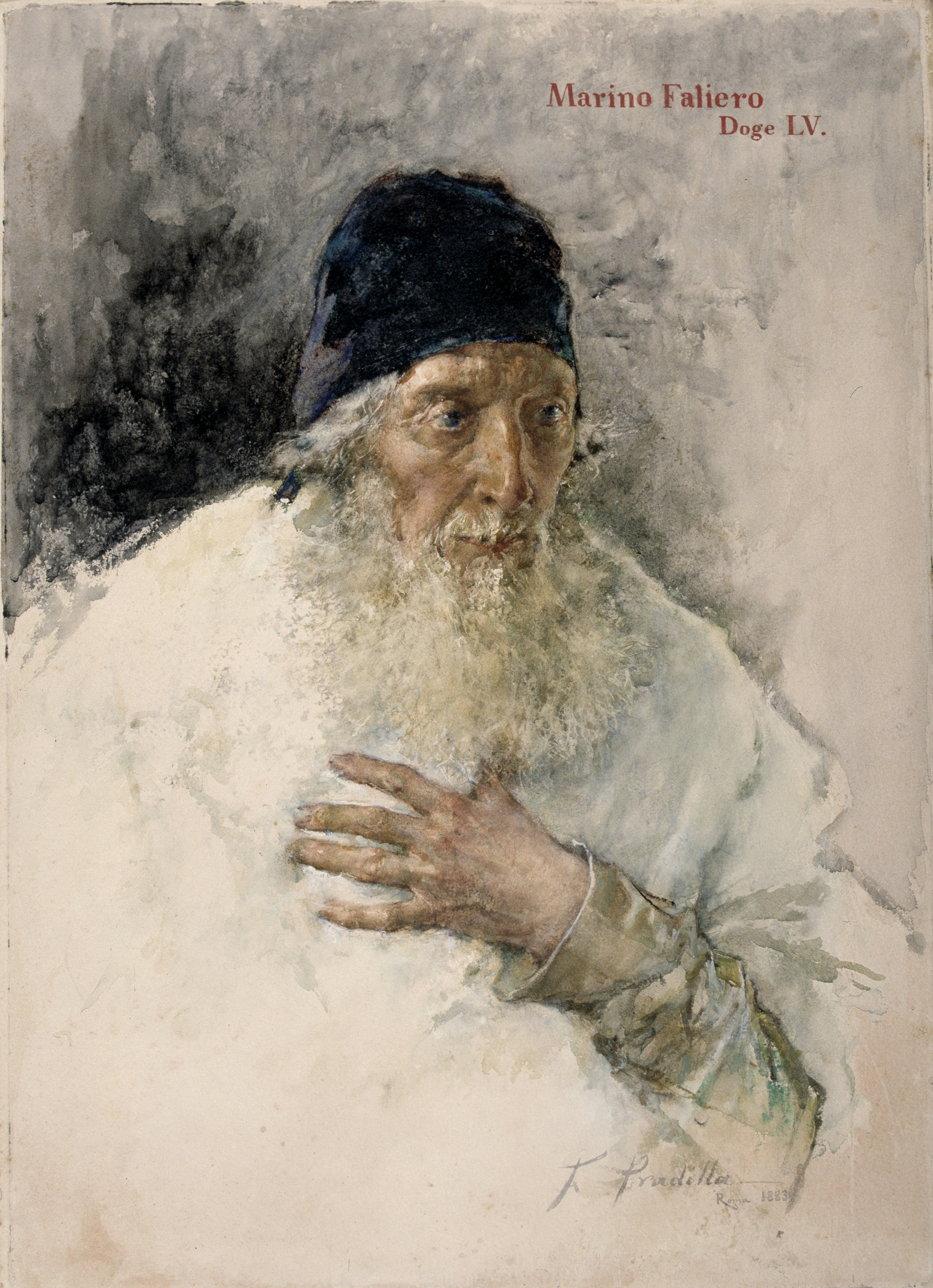
Marino Faliero, di Francisco Pradilla

Nome di scarsa diffusione, è derivato dal cognome della famiglia veneziana Falier (o Faliero), resa celebre grazie ai tre dogi che diede alla Serenissima; il suo uso come nome proprio, attestato soprattutto in Toscana, è dovuto alla figura di uno di questi dogi, Marino Faliero, la cui tragica storia ispirò opere di un certo successo di Byron e Donizetti.

## Onomastico
Il nome è adespota, non essendovi santi che lo abbiano portato. L'onomastico può essere festeggiato il 1º novembre, per la festa di Ognissanti.

## Persone
- Faliero Rosati, sceneggiatore e regista cinematografico italiano

## Il nome nelle arti
- Falliero è un personaggio dell'opera di Gioachino Rossini Bianca e Falliero.